# Плугенаст-Лангаст
Плугенаст-Лангаст (фр. Plouguenast-Langast) — муніципалітет у Франції, у регіоні Бретань, департамент Кот-д'Армор. Плугенаст-Лангаст утворено 1 січня 2019 року шляхом злиття муніципалітетів Плугенаст i Лангаст. Адміністративним центром муніципалітету є Плугенаст. Населення — 2406 осіб (01.01.2021).